# 청주 (9주)

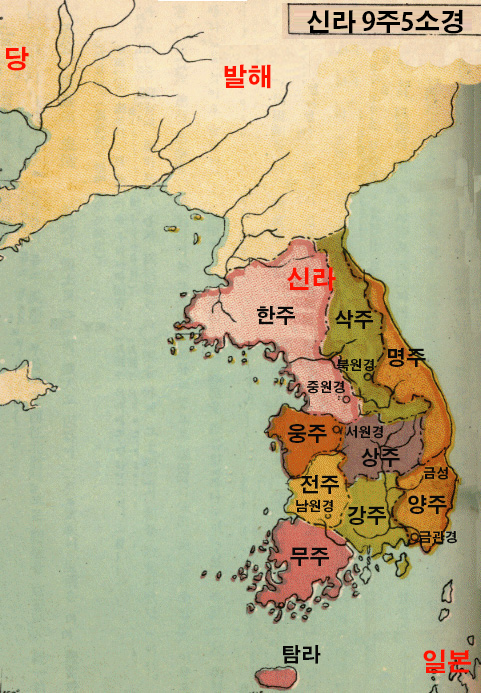
남북국 시대 신라의 9주 5소경

청주(菁州) 또는 강주(康州)는 신라의 광역 행정구역인 9주 5소경의 한 주(州)이다. 주치(州治)는 지금의 진주시이고 11개 군 30개 현이 소속되어 있으며 직접 관할하는 현은 2개이다. 영역은 지금의 경상북도 남서부 일대 및 경상남도 서부이다.

## 경상남도의 역사
청주가 들어선 지역은 삽량주에 속하게 된 금관가야지역을 제외하고 옛 가야의 대부분이 들어간다. 현재의 경상남도의 대부분에 속한다.

### 청주 이전
유사이래 옛 청주지역은 가야의 영역이었다. 고령의 반파국이 함안의 안라국과 더불어 금관가야를 대신해 대가야국을 세워 일시 번영한 뒤 6세기 초반에 백제가 가야의 호남영토와 함께 대사(帶沙)을 점령하면서 향후 50년간 이지역은 백제와 신라의 각축장이 되었고 동시에 가야는 고령의 반파국 중심의 북가야와 안라국중심의 남가야로 분열되었다.
559년 남가야는 신라에 투항해 신라는 안라국의 땅에 아시촌 소경을 설치했고 3년 후인 562년에 북가야마저 무력으로 패망시키면서 가야지역 전역을 신라의 영토로 만드는데 성공했다.

### 대야주
신라는 가야를 정복한 뒤인 565년 창녕에 있던 하주정(下州停:속칭 완산주)을 옛 다라국(多羅國)이 있던 대야성(大耶城)으로 옮겨 대야주(大耶州)라 칭했다. 642년 선덕여왕 11년에 대야성이 백제군에 함몰당하자 주치소를 압량(押梁)으로 옮겨야 했다.
661년 태종무열왕 8년에 백제가 신라에 패망하면서 치소가 다시 대야로 이전했지만 이듬해에 진주시에 있던 거타성을 중심으로 거타주가 설치되면서 대야주는 분할되었고 685년신문왕 5년에 청주로 개명한 거타주에 합병되면서 없어졌다.

### 거타주, 그리고 청주
청주의 치소인 지금의 진주시일대는 원래 가야의 자타국(子他國)이 있던 지역이다. 이를 백제가 점령해 거타군(居陀郡)으로 삼았다. 문무왕 때 백제를 멸망시킨 뒤 거타군을 중심으로 거타주(居陀州)를 설치하였던 것으로 보이며, 685년신문왕 5년에 거타주를 개명해 청주를 설치하였다. 757년(경덕왕 16년)에 전국의 행정구역 명칭을 개혁하면서 청주도 강주로 개칭되었다. 혜공왕 때 행정구역 명칭을 원래 명칭으로 되돌렸다고 한다. 고려 때는 진주(晉州)로 개칭하여 지금에 이른다.
청주의 신라군은 함안에 검은 옷깃의 소삼정(召參停)과 적황•적록의 만보당이 주류했다.
《삼국사기》 〈지리지〉에는 경덕왕이 개혁한 명칭을 기준으로 기록되어 있는데, 청주 이전의 이름인 거타주(居陁州)를 다수의 기록들이 종종 옛 거창의 이름인 거열(居列)로 적고 있다. 이는 이름이 비슷한 거타와 거열을 혼동한 결과라 하겠다.

### 청주에서경상남도로
신라말기가 되자 청주지역도 예외 없이 군웅의 할거와 지역호족들에 의한 지방자치가 이루어졌다.
의령지방의 호족인 왕봉규는 청주일대를 장악하고 스스로 천주절도사(泉州節度使)를 자칭하며 후당에 사신을 보내기까지 했다.
그의 이후 강주장군(康州將軍)을 칭한 윤웅이 고려에 아들을 보내 귀부하여 청주지역이 고려의 군사적인 세력권 하에 들었다. 한편 대야성 일대는 경상도지역으로
세력을 확장하려던 후백제와 이를 저지하려는 신라군과의 주요 전장이 되었다. 920년에 대야성이 결국 후백제에 점령되었지만 이를 다시 고려가 막아서 후삼국 시대에 청주지역은 신라, 후백제, 고려 삼국의 각축장이 되어버렸다.
후삼국의 통일 후 전국에 12목이 설치되기까지 청주일대는 지방 호족에 의한 지방자치가 계속되었다. 893년 고려 성종 2년에 12목 중에 진주목(晉州牧)이 설치되면서 다시금 중앙정부의 행정력이 미치기 시작했다. 995년 성종 14년에는 전국에 10도를 설치하면서 산남도(山南道)가 설치되었다. 옛 청주가 경상도가 된 것은 1106년 5도양계로 이행하면서 산남도와 인근 2도를 합쳐 경상진주도(慶尙晋州道)가 되면서부터인데 이후에도
경남의 진합주도와 경북의 경상주도로 나뉘었다가 다시 합치고 그 후 이름도 간간히 바뀌는 등 변천이 많았다. 옛 청주 지역에 경상남도라는 이름이 확립 된 것은 대한제국 선포 직전인 1896년에 이르러서이다.

## 소속 군현
757년 경덕왕이 지명을 고쳤을 당시 청주에는 11개 군, 27개 현이 소속되어 있었다고 한다. 그러나 《삼국사기》 〈지리지〉에 전해지는 강주 조에는 11개 군 30개 현이 나타나고 있다.
| 군의 이름      | 원래 군명                                | 현재 지명              | 소속 현                                                     | 원래 현명                                                       | 현재 지명                                               |
| -------------- | ---------------------------------------- | ---------------------- | ----------------------------------------------------------- | --------------------------------------------------------------- | ------------------------------------------------------- |
| 강주(康州)     | 거타군(居陀郡) 거타주(居拖州) 청주(菁州) | 경상남도 진주시        | 가수현(嘉壽縣) 굴촌현(屈村縣)                               | 가주화현(加主火縣) -                                            | 합천군 삼가면 하동군 옥종면                             |
| 남해군(南海郡) | 전야산군(轉也山郡)                       | 경상남도 남해군        | 난포현(蘭浦縣) 평산현(平山縣)                               | 내포현(內浦縣) 평서산현(平西山縣)                               | 남해군 삼동면 남해군 남면                               |
| 하동군(河東郡) | 한다사군(韓多沙郡)                       | 경상남도 하동군 고전면 | 성량현(省良縣) 악양현(嶽陽縣) 하읍현(河邑縣)                | - 소다사현(小多沙縣) 포촌현(浦村縣)                             | 하동군 금남면 하동군 악양면 하동군 진교면               |
| 고성군(固城郡) | 고자군(古自郡)                           | 경상남도 고성군        | 문화량현(蚊火良縣) 사수현(泗水縣) 상선현(尙善縣)            | - 사물현(史勿縣) 일선현(一善縣)                                 | 고성군 상리면 사천시 사천읍 고성군 영현면               |
| 함안군(咸安郡) | 아시량국(阿尸良國)                       | 경상남도 함안군 가야읍 | 현무현(玄武縣) 의령현(宜寧縣)                               | 소삼현(召彡縣) 장함현(獐含縣)                                   | 함안군 군북면 의령군 의령읍                             |
| 거제군(巨濟郡) | 상군(裳郡)                               | 경상남도 거제시 사등면 | 아주현(鵝洲縣) 명진현(溟珍縣) 남수현(南垂縣)                | 거로현(巨老縣) 매진이현(買珍伊縣) 송변현(松邊縣)                | 거제시 아주동 거제시 거제면 거제시 남부면               |
| 궐성군(闕城郡) | 궐지군(闕支郡)                           | 경상남도 산청군 단성면 | 단읍현(丹邑縣) 산음현(山陰縣)                               | 적촌현(赤村縣) 지품천현(知品川縣)                               | 산청군 신등면 산청군 산청읍                             |
| 천령군(天嶺郡) | 속함군(速含郡)                           | 경상남도 함양군 함양읍 | 운봉현(雲峯縣) 이안현(利安縣)                               | 모산현(母山縣) 마리현(馬利縣)                                   | 남원시 운봉읍 함양군 안의면                             |
| 거창군(居昌郡) | 거열군(居烈郡)                           | 경상남도 거창군        | 남내현(南內縣) 가소현(加召縣)                               | 우화현(于火縣) 함음현(咸陰縣)                                   | 거창군 위천면 거창군 가조면                             |
| 고양군(高陽郡) | 대가야국(大加耶國) 대가야군(大加耶郡)    | 경상북도 고령군        | 야로현(冶爐縣) 신복현(新復縣)                               | 적화현(赤火縣) 가시혜현(加尸兮縣)                               | 합천군 야로면 고령군 우곡면                             |
| 강양군(江陽郡) | 대야주(大耶州) 대량주군(大良州郡)        | 경상남도 합천군        | 삼기현(三岐縣) 팔계현(八谿縣) 의상현(宜桑縣)                | 삼지현(三支縣) 초팔혜현(草八兮縣) 신이현(辛尒縣)                | 합천군 대병면 합천군 초계면 의령군 부림면               |
| 성산군(星山郡) | 일리군(一利郡)                           | 경상북도 고령군 성산읍 | 수동현(壽同縣) 계자현(谿子縣) 신안현(新安縣) 도산현(都山縣) | 사동화현(斯同火縣) 대목현(大木縣) 본피현(本彼縣) 적산현(狄山縣) | 구미시 인의동 칠곡군 약목면 성주군 성주읍 성주군 가천면 |

## 같이 보기
- 신라의 행정 구역
- 경상남도